# Vernet 4ta. Sección
Vernet 4ta. Sección är en ort i Mexiko.   Den ligger i kommunen Macuspana och delstaten Tabasco, i den sydöstra delen av landet, 700 km öster om huvudstaden Mexico City. Vernet 4ta. Sección ligger 14 meter över havet och antalet invånare är 481.
Terrängen runt Vernet 4ta. Sección är platt. Runt Vernet 4ta. Sección är det ganska tätbefolkat, med 67 invånare per kvadratkilometer. Närmaste större samhälle är Macuspana, 12,5 km söder om Vernet 4ta. Sección. Omgivningarna runt Vernet 4ta. Sección är en mosaik av jordbruksmark och naturlig växtlighet.